# Marta López
Marta López Herrero (Málaga, 4 de fevereiro de 1990) é uma handebolista profissional espanhola, medalhista olímpica.
Fez parte do elenco medalhista de bronze, em Londres 2012, com duas atuações.